# شاکین
شاکین، روستایی از توابع بخش ضیاءآباد شهرستان تاکستان در استان قزوین ایران است.واز معدود روستاهای استان قزوین که خرده مالک بوده میتوان به روستای شاکین اشاره کرد . در لغت شاکین  کلمه ترکی* شاه کند * به معنای پادشاه روستاها است که به دلیل باغات انگور و مراتع زیاد و زیبا این لفظ برای این منطقه استعمال شده که با گذشت زمان به شاکین تغییر یافته است. روزنامه ولایت قزوین: غار شاکین در نزدیکی این روستا قرار دارد. در گذشته از معدنی که نزدیک این روستا قرار داشته‌است سنگ سیلیس استخراج می گردیده که با وضعیت فعلی منابع معدن مذکور ادامه استخراج مقرون به صرفه نیست و معدن متروک گردیده است. همچنین معدن سرب نقره و تاسیسات تغلیظ آن بین سالهای ۱۳۵۵ تا ۱۳۶۲ در بالا دست روستا فعال بوده که بعدا تعطیل و متروکه شد. آثاری از استخراج روباز سرب در دورههای قدیمی تر هم در نزدیک معدن سرب شاکین قابل مشاهده می باشد. فعالیت اصلی ساکنین این روستا کشاورزی و عمده محصول آن‌ها انگور می‌باشد . محصولات دیگری همچون گردو، بادام، گندم و جو نیز کشت می‌شود ، دامداری نیز در این روستا رایج بوده و مراتع نیمه کوهستانی و مناسب در روستا فراوان است . آب مورد نیاز جهت کشاورزی از قنات‌ها و چشمه‌های بالادست شاکین تأمین می گردد.زبان محلی روستا ترکی بوده  آموزش و تحصیل در این روستا از سابقه بالایی برخوردار است رودخانه کوچکی در پایین دست روستا به نام شاچای در جریان بوده که آب آن عمدتآ از قنات ها و چشمه های بالادست تامین میشود این روستا از اوایل فروردین تا اواخر آبان هوای بسیار مطبوعی داشته و مناسب برای طبیعت گردی یک روزه است

## جمعیت
این روستا در دهستان دودانگه سفلی قرار دارد و براساس سرشماری مرکز آمار ایران در سال ۱۳۸۵، جمعیت آن ۴۲۳ نفر (۱۲۷خانوار) بوده‌است. این روستا جزء معدود روستاهایی است که خرده مالک بوده است.